# NGC 4902
NGC 4902 је спирална галаксија у сазвежђу Девица која се налази на NGC листи објеката дубоког неба.
Деклинација објекта је - 14° 30' 50" а ректасцензија 13h 0m 59,6s. Привидна величина (магнитуда) објекта NGC 4902 износи 10,9 а фотографска магнитуда 11,7. Налази се на удаљености од 39,2000 милиона парсека од Сунца. NGC 4902 је још познат и под ознакама MCG -2-33-92, UGCA 315, IRAS 12583-1414, PGC 44847.